# Gerolamo Trenti
Gerolamo Trenti (Gonzaga, 25 settembre 1824 – Pomponesco, 5 maggio 1898) è stato un pittore italiano, esponente del paesaggismo lombardo della seconda metà dell'Ottocento.

## Biografia
Gerolamo Trenti nacque a Gonzaga da Giovanna Scaroni e dal notabile Carlo Trenti, entrambi originari di Pomponesco. Iniziò gli studi giuridici a Mantova prima di trasferirsi a Milano con la famiglia, laureandosi in Giurisprudenza a Pavia nel 1848.
Alternò l'attività milanese con i soggiorni nella villa di Pomponesco, dedicandosi allo studio di figure femminili e scorci paesaggistici. Autodefinitosi "pittore paesista" e formatosi in ambito lombardo, in cui si era consolidata un'importante tradizione nelle vedute e nel paesaggio, il Trenti appartenne alla generazione di artisti che per prima fu protagonista del passaggio dal romanticismo al verismo. Tra gli anni '60 e '70 dell'Ottocento conobbe una buona fama grazie ad un'intensa attività espositiva, a Brera e in molte città italiane.
Visse nella casa di Pomponesco gli ultimi anni della sua vita, stringendo una forte amicizia con lo scrittore Alberto Cantoni e partecipando alla vita amministrativa del piccolo centro in riva al Po.